# Les Comédiens (Vlcek, 1954)
Pour les articles homonymes, voir Comédien (homonymie).
Pour plus de détails, voir Fiche technique et Distribution.
Les Comédiens (Komedianti) est un film tchécoslovaque réalisé par Vladimír Vlcek, sorti en 1954.

## Fiche technique
- Titre : Les Comédiens
- Titre original : Komedianti
- Réalisation : Vladimír Vlcek
- Scénario : Ivan Olbracht
- Musique : Jan Kapr
- Photographie : Rudolf Stahl
- Montage : Miroslav Hájek
- Société de production : Studio Umeleckých Filmu Praha
- Pays :  Tchécoslovaquie
- Genre : Drame
- Durée : 95 minutes
- Dates de sortie : 
  -  Tchécoslovaquie : 16 avril 1954

## Distribution
- Jaroslav Vojta : Starý komediant
- Ladislav Pešek : Zak
- Jaroslav Mares : Fricek
- Alena Martinovská : Olga
- Svatopluk Benes : Bohatý pán Bohousek
- Gabriela Bártlová : Luisa
- Jirina Bílá : Zena
- Otto Cermák : Hostinský
- František Filipovský : Rychtár

## Distinctions
Le film a été présenté en sélection officielle en compétition au Festival de Cannes 1954.